# 空天猎
《空天猎》由李晨执导并主演，范冰冰、王千源、李佳航、赵达、李晨浩、郭洺宇、叶浏、陆思宇等主演，吴秀波特别出演，王学圻友情出演。中国人民解放军空政电视艺术中心、春秋时代（霍尔果斯）影业有限公司出品。华夏电影发行有限责任公司全国发行，伊犁卓然影业有限公司联合发行。影片拍摄历时两年，得到了中国人民解放军空军的大力支持，于2017年9月30日在中国大陆上映。2018年6月22日，《空天獵》獲得2017年度“無烟電影獎”。

## 电影情节
电影讲述了中国人民解放军空军某部队接到上级紧急命令，执行跨境反恐任务的故事。

## 主要角色
| 演员     | 角色   | 介绍 | 备注 |
| -------- | ------ | ---- | ---- |
| 李晨     | 吴迪   |      |      |
| 范冰冰   | 赵亚莉 |      |      |
| 王千源   | 凌伟峰 |      |      |
| 李佳航   | 刘浩辰 |      |      |
| 赵达     | 乔方远 |      |      |
| 李晨浩   | 高原   |      |      |
| 吴秀波   | 陆国强 |      |      |
| 王学圻   | 陈安禾 |      |      |
| 郭洺宇   |        |      |      |
| 叶浏     |        |      |      |
| 陆思宇   |        |      |      |
| 张诣文含 | 朵朵   |      |      |

## 电影音乐
| 曲別   | 歌名       | 演唱者 | 作詞 | 作曲 |
| 片尾曲 | 追梦赤子心 | 鹿晗   | 苏朵 | 苏朵 |

## 电影花絮
- 本片是李晨作为导演的处女作，出身军人家庭但没有当过兵的他完成了多年的夙愿[3]。
- 本片是李晨和范冰冰公开恋爱关系后首次合作影视作品，范冰冰为零片酬出演[3] 。
- 影片在中国大陆多地的空军部队实景拍摄，片中出现了中国空军现役的歼-11B、歼-10B、歼-10C、歼-20、运-20、空警-500等先进装备，以及驱离外机、空降作战、突防突击、夜间空战等作战运用，在多个空军部队驻地取景拍摄，并有摄影师在机上进行近距离航拍[4]。

## 外部連結
- 时光网上《空天猎》的資料（简体中文）
- 豆瓣电影上《空天猎》的資料 （简体中文）
- 互联网电影数据库（IMDb）上《空天猎》的资料（英文）
- 1905电影网上《空天猎》的资料（简体中文）